# Ernesto Boardman
Ernesto Horacio Boardman López (nacido el 23 de febrero de 1993) es un deportista mexicano de la especialidad de tiro con arco. Participó en los eventos individual y por equipos del Campeonato Mundial de Tiro con Arco al Aire Libre de 2015, celebrado en Copenhague, Dinamarca.
También compitió en los Juegos Panamericanos de 2015, realizados en Toronto, Canadá. En esa ocasión obtuvo la medalla de oro de la competición por equipos junto a Juan René Serrano y Luis Álvarez.